# Dracontium longipes
Dracontium longipes är en kallaväxtart som beskrevs av Adolf Engler. Dracontium longipes ingår i släktet Dracontium och familjen kallaväxter. Inga underarter finns listade.